# Avril 1857

## Événements
- El Hadj Omar se dirige vers le sud-ouest et ravage le Khasso, territoire protégé par la France.

- 1er avril : Mariano Ospina Rodríguez est élu président de Colombie. Les conservateurs reviennent au pouvoir en Colombie. Mariano Ospina Rodríguez chasse le libéral José María Melo et s’appuie sur l’Église catholique pour imposer le centralisme.
- 4 avril : la Paix de Paris met fin à la guerre anglo-perse. Elle prévoit la nomination d’un nouveau gouverneur à Herat qui accepte de prononcer le prêche du vendredi (khutba) au nom du chah. Ce dernier s’engage à ne pas menacer la cité afghane et le Chah reconnaît l'indépendance de l'Afghanistan.
- 5 avril, France : inauguration de la ligne de chemin de fer entre Bordeaux et Cette (Sète).
- 8 avril : Napoléon III autorise par décret la création d’un réseau de chemin de fer en Algérie. Le père Enfantin, conseiller de l’empereur, qui effectué un séjour en Algérie en 1839, encourage les frères Talabot, de la Société générale, à investir dans la Colonie.
- 11 avril : création de la compagnie du chemin de fer Paris-Lyon-Méditerranée (PLM) par fusion de la compagnie du chemin de fer de Lyon à la Méditerranée (LM) et de la nouvelle compagnie du chemin de fer de Paris à Lyon (PL).
- 18 avril : Allan Kardec publie la première édition du Livre des Esprits et établit la doctrine du Spiritisme.
- 20 avril : El Hadj Oumar Tall entreprend le siège du fort de Médine, sur le Haut Sénégal. Pendant quatre mois, la ville, défendue par le mulâtre Paul Holle, sept militaires européens, 22 soldats noirs, 36 matelots sénégalais et quelques auxiliaires autochtones, résiste aux assauts de 25 000 Toucouleurs.
- 25 avril : ouverture de la section de Nangis à Chaumont de la ligne Paris-Est - Mulhouse-Ville.

## Naissances
- 5 avril Alexandre Ier de Bulgarie

## Décès
- 3 avril Federico Roncali